# Trần Nhân Tông
Trần Nhân Tông (1258 – 1308) fue el tercer emperador de la dinastía Trần en Vietnam. Reinó entre los años 1278 y 1293 y llegó a ser Taishang Huang durante quince años. Este monarca es recordado por haber repelido las invasiones de los mongoles durante su mandato.

## Biografía
Thánh Tông nació septiembre del calendario lunar de 1240 en Trần Hoảng, como segundo príncipe, pero primer hijo natural del emperador Trần Thái Tông y la emperatriz consorte Thuận Thiên.
En 1257, como príncipe heredero, fue testigo de la primera invasión mongol del Vietnam. En principio, el ejército de Đại Việt sufrió varias derrotas, ante una fuerza abrumadora, que había conquistado un vasto territorio de Asia. Varios altos funcionarios tenían tanto miedo, que el príncipe Trần Nhật Hiệu, hermano menor de Thái Tông, incluso sugirió al emperador escapar de Đại Việt hacia la dinastía Song. Gracias a la firme fe del emperador Thái Tông, al gran canciller Trần Thủ Độ y al talento militar de generales como el príncipe Trần Quốc Tuấn y Lê Phụ Trần, la dinastía Trần fue capaz de rechazar la invasión, y restablecer la paz en diciembre de 1257.
Tras la muerte de su padre, el 1 de abril del calendario lunar de 1277, el emperador Trần Thánh Tông comenzó a reinar oficialmente como único gobernante de of Đại Việt,, pero solo un año después, decidió compartir el trono con el príncipe de la corona Trần Nhân Tông, y asumió el puesto de "emperador jubilado" el 22 del décimo mes lunar (8 de noviembre de 1278.
Trần Thân Tông fue uno de los grandes monarcas de esta nación asiática. Conocido por su compasión y su sabiduría, se rodeó de las personas más aptas y capaces para gobernar a través de la realización de exámenes a escala nacional para dar con las personas más inteligentes. Celebró dos grandes conferencias, la de Dien Hong donde reunió a los más ancianos del país y la de Binh Than, donde congregó a todos los comandantes militares, con la intención de robustecer el sentimiento nacional contra las amenazas externas. Para asegurar un tratado de paz de larga duración, arregló el matrimonio entre el rey de Champa y una de sus hijas, la princesa Huyen Tran.
En 1293, Trần Nhân abdicó a favor de su hijo y dedicó el resto de su vida a la práctica del budismo. Viajó a lo largo y ancho del país, en ocasiones en tiempos de guerra, por todo Vietnam.